# Latinamerikagrupperna
Latinamerikagrupperna är en svensk förening som beskriver sig själv som en solidaritetsförening som tillsammans med latinamerikanska folkrörelser arbetar för ett rättvist och hållbart samhälle. Bland annat arbetar man med stöd till samarbetsorganisationer i Latinamerika, påverkan i Sverige, kunskapsutbyte mellan Sverige och Latinamerika och praktik i Latinamerika.

## Historia
Organisationen bildades 1968 som en kritik mot det bistånd som Sverige stod för. Den hette fram till 2008 UBV, Utbildning för biståndsverksamhet. Verksamheten var de första åren inriktad på utbildning i u-landsfrågor där en del av utbildningen genomfördes med praktik i Latinamerika. De första kurserna reste med bananbåtar till Colombia, där praktiken skulle genomföras. Senare övergick det till att handla mer om volontäruppdrag. Genom åren har föreningen haft verksamhet i många olika länder i Sydamerika och Centralamerika men har lämnat en del länder på grund av den politiska situationen eller andra orsaker. De mest varaktiga uppdragen har varit i Bolivia, Ecuador och Nicaragua.

## Latinamerikagrupperna idag
Latinamerikagrupperna samarbetar främst med lantarbetar- och småbrukarrörelsen och ursprungsfolksrörelsen i Latinamerika och stödjer deras kamp för att utkräva sina mänskliga rättigheter och ett hållbart samhälle. I Sverige arbetar man för att öka kunskapen om Latinamerika och bilda opinion för global rättvisa. Bland annat gav man ut tidskriften Latinamerika 1975-2010 och sedan dess en mindre medlemstidning Röster från Latinamerika. Sedan början av 2000-talet har föreningen även ett aktivt opinions- och påverkansarbete i Sverige i vilket de synliggör övergrepp på miljö- och människorättsaktivister, informerar om svenska aktörers agerande i Latinamerika, samt agerar för att få politiker och beslutsfattare att ta sitt ansvar och agera i enlighet med internationella konventioner. Idag har man samarbeten med den kontinentala småbrukarrörelsen Cloc/La Vía Campesina samt urfolksorganisationerna Waqib´Kej i Guatemala, Bartolina Sisa i Bolivia och Pueblo Kayambi i Ecuador.
Organisationen var fram till 1996 öppen endast för personer som hade tidigare erfarenhet av volontäruppdrag men tillämpar idag öppet medlemskap. Även organisationer kan bli medlemmar i Latinamerikagrupperna.

## Ordförande
Ordförande för Latinamerikagrupperna är Catalina Rodriguez Näsman som valdes på organisationens årsmöte 2023. Viceordförande är Siim Prääts. Ordföranden väljs på två år.

### Tidigare ordförande
- Julia Qwist 2018-2021
- Itza Orozco Svensson och Sanna Lucas 2017-2018
- Annelie Andersson - 2014-
- Francisco Contreras 2011-2014